# たいと

84画の漢字「だいと」「おとど」(1)

84画の漢字「たいと」(2)

（たいと、𱁬）は、総画数が84画という最も複雑な漢字（和製漢字）である。日本人の苗字、または名前であるとされ、他に「だいと」「おとど」とも読むとされる。

## 概説
日本で苗字・名前（ただし後述の文献には苗字として記載されている）として用いられたとされる国字である。「」（タイ、雲の意、䨺）と「」（トウ、龍が行くの意、龘）の合字で、上述の画像のとおり、2種類の字形（1）（2）が確認されている。双方は本来同一字だったと推測されるが、『実用姓氏辞典』などが（2）の字形で「たいと」と読むとする一方、『難読姓氏辞典』だけが（1）の字形で「だいと」「おとど」という読みを載せている。いずれも出典が不明のままであり、後述するように苗字としての実在性が認めがたい現況を考えると、この漢字について確定的な基本要素（形・音・義）は何一つないと言える。
2020年3月10日、Unicode 13.0.0において「」がCJK統合漢字拡張GのコードポイントU+3106Cに追加されている。Unicodeにおいては、部首画数は雨部76画として登録された。

## 実在性
上記のように「」を載せる文献はいずれも苗字として解説しているものの、苗字に関する全国的な悉皆調査が行われた事例がないため、この苗字が現存するのか、あるいはかつて存在したのか、それとも文献に登場しても実際には存在しない幽霊名字であるのかは不明である。1960年代初め、ある証券会社にこの苗字を持つ者が現れ、名刺を残していったともいわれるが、真偽のほどは定かではなく、戸籍上の実名であったのかも疑わしい。
なお、国語学者の笹原宏之（早稲田大学教授）は、実際には存在しなかったのに誤って生まれた幽霊文字の一つで、元々は一つの漢字ではなかったとの見解を示す。笹原は、かつては親が自分の子のために造字や難読字を用いてその名とする事実があったことを指摘した上で、この漢字も本来は苗字などではなく、「」の2字で「たいとう」と読む某人の仮名（けみょう）だったのではないかと考察している。難読で画数の多い字を使った著名人の例としては、明治時代前期の政治家・小野梓の幼名「一（てついち、𪚥一）」があった。
なお法務省が提供する戸籍統一文字情報の検索サイトでは、漢字の画数は64画までとなっている。
最も画数が多い漢字（和製漢字）であるとする説が広まった結果、上記の（1）の字を店名ロゴに用いてS.H.N株式会社が商標登録を行っている。
（2）の字形を店名に用いて「たいと」と読ませる静岡県浜松市西区の四川料理店は「雲雲雲龍龍龍」と漢字6文字でマピオン電話帳に登録されていた（なお、2024年9月現在は別のラーメン店が入っており存在しない）。
S.H.N株式会社の子会社で株式会社プロジェクトMが運営するラーメン店「肉玉そばおとど」において、店名看板や暖簾に(1)の文字を使用している店舗も存在する。

## 電算処理

### Unicode
2015年10月25日、上述の『難読姓氏辞典』及び『直感力が身につく「漢字・熟語」クイズ』を典拠として、UnicodeのU-source ideographsの参照番号UTC-02960への追加提案が提出された。
2015年11月2日、Unicode Technical Comittee #145 において、「」を含む1656字をU-source Ideographsに追加することが決議された。
2016年1月14日、UTC-02960として「」を含むU-source IdeographsがUnicode 9.0.0の公開レビューに提出された。
2017年11月22日、「」をCJK統合漢字拡張Gに含める方針とした。暫定的なコードポイントはU+310AAであり、第三漢字面に含まれることになる。
2020年3月10日、Unicode 13.0において「」がCJK統合漢字拡張GのコードポイントU+3106Cで正式に追加された。

### 今昔文字鏡
『今昔文字鏡』には66147番に (2) の字形でこの文字が登録されており、今昔文字鏡フォントが標準でインストールされていたBTRON仕様OSの「超漢字」は、この文字が表示できることを広告のキャッチフレーズとして用いていた。今昔文字鏡フォントの配布ライセンスが得られなくなったことで「超漢字3」から今昔文字鏡フォントが収録されなくなり、TRONコードからも今昔文字鏡が削除されたため、現在はGT書体枠に収録されている。